# Hadestown

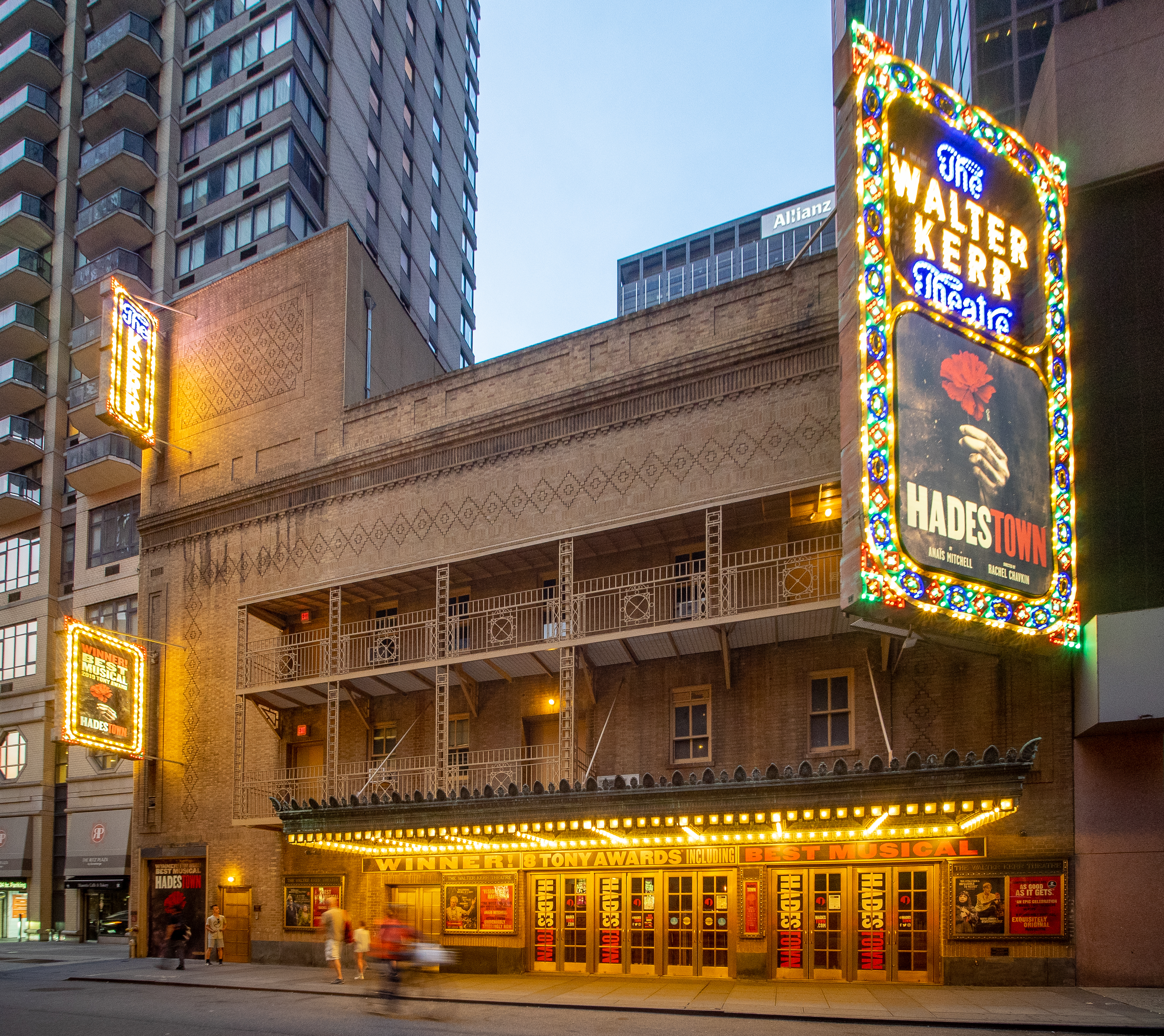
Foto: Ajay Suresh 2019

Hadestown är en musikal med text och musik av Anaïs Mitchell. Handlingen är en omskrivning av den antika myten om Orfeus och Eurydike. Originalversionen kallades för en folk-opera snarare än en musikal och sattes upp i Barre, Vermont 2006 och gick på en kortare turné. Musiken släpptes därefter separat som ett konceptalbum 2010.
2012 omarbetade Mitchell musikalen tillsammans med regissören Rachel Chavkin. I samband med det utökades verket med fler låtar och mer dialog. Premiären hölls i New York men utanför Broadway på New York Theatre Workshop 6 maj 2016 och följdes av uppsättningar i Edmonton och London.
Musikalen hade sin Broadwaypremiär mars 2019 i en uppsättning som fick 14 nomineringar till Tony Awards och vann pris för åtta av dem, inklusive bästa musikal och bästa musik..